# Sus strozzi
Sus strozzi (лат.) — вымерший вид млекопитающих из семейства свиней. Обитал в плиоцене — раннем плейстоцене на территории средиземноморского региона Европы. Он был более примитивным, чем современный кабан, и в конечном итоге был вытеснен последним, когда тот пришёл в Европу в начале плейстоцена, 1 млн лет назад.
Sus strozzi был крупнее современного кабана. Скелет молодого экземпляра указывает на животное с длиной тела с головой 150 см, а неполные остатки взрослого животного указывают на животное с длиной головы и тела 183 см. Одна недавно найденная окаменелость — 35-сантиметровая челюстная кость самца. Она намного больше, чем у представителя любого современного вида из рода Sus. Возможно, Sus strozzi был адаптирован к жизни на болотах и, возможно, был предком современной яванской свиньи.